# Циклаури, Темур
Теймураз (Темур) Циклаури (груз. თეიმურაზ წიკლაური; 22 января 1946 года — 1 февраля 2021 года) — грузинский и советский актёр и певец. Солист группы «Иверия». Народный артист Грузинской ССР (1990).

## Биография
Родился 22 января 1946 года в селе Коджори под Тбилиси, закончил местную среднюю школу.
В 1972 году окончил Педагогический институт им. Ильи Чавчавадзе. С 1967 года артист Грузинской филармонии. С 1967 по 1972 год выступал с ансамблем «Цицинатела», с 1972 года солист ансамбля «Иверия».
В его репертуаре были песни грузинских композиторов, в том числе: Нодара Гигаури «Мой Тбилиси и Пиросмани», Георгия Цабадзе «Красавицы Грузии», Александра Басилая «На продажу Грузия», Важи Азарашвили «Динамо», мюзиклы Басилая: Орел (1980, «Свадьба соек»), Царь Аэт (1983, «Аргонавты»), Гервас (1986, «Сказка о снежной бороде»), Нико Пиросмани (1995, «Пиросмани»).
В 2014 году ему была установлена плита на Аллее звезд у здания Тбилисской филармонии.
В январе 2021 года он заболел коронавирусом и провёл в реанимации почти пять недель.
Скончался 1 февраля 2021 года от последствий коронавируса в военном госпитале города Гори. Похоронен на кладбище в Коджори рядом с сыном.

## Личная жизнь
Был женат на Лили Згваури. Дети — Кетеван и Георгий (умер в 1983 году в возрасте 6 лет).

## Фильмография
- 1969 — Свет в наших окнах — Нодар
- 1978 — Любовь, Иверия и...
- 1978 — Младшая сестра — камео
- 1984 — Свадьба соек (груз. ჩხიკვთა ქორწილი — Чхиквта корцили) — орел
- 1986 — Весёлая хроника опасного путешествия (груз. არგონავტები — Аргонавтеби) — царь Аэт
- 1988 — Житие Дон Кихота и Санчо

## Награды
- 1980 — Заслуженный артист Грузинской ССР
- 1990 — Народный артист Грузинской ССР
- 1997 — Орден Чести
- 2010 — Почетный гражданин Тбилиси